# Частое (городской округ город Тула)
Ча́стое — село в Тульской области России.
В рамках организации местного самоуправления входит в городской округ город Тула, в рамках административно-территориального устройства — в Бежковский сельский округ Ленинского района Тульской области.

## География
Расположено к востоку от областного центра, города Тула.

## Население
| 2002 | 2010 |
| ---- | ---- |
| 255  | ↗260 |

## История
В рамках организации местного самоуправления с 2006 до 2014 гг. село включалось в Шатское сельское поселение Ленинского района.
С 2015 года село входит в Пролетарский территориальный округ в рамках городского округа город Тула.